# Maià de Montcal
Maià de Montcal je obec v provincii Girona v autonomním společenství Katalánsko na severovýchodě Španělska. Žije zde 491 obyvatel.

## Geografie
Obec leží 28 km severně od Girony a 14 km od hranic Španělska s Francií.

### Sousední obce
| Růžice kompasu | Beuda           |              |                 | Růžice kompasu |
| Růžice kompasu |                 | Sever        | Cabanelles      | Růžice kompasu |
| Růžice kompasu | Maià de Montcal |              | Cabanelles      | Růžice kompasu |
| Růžice kompasu | Jih             |              | Cabanelles      | Růžice kompasu |
| Růžice kompasu |                 | Sant Ferriol | Crespià Serinyà | Růžice kompasu |